# Consell Executiu de Berna
El Consell Executiu de Berna (alemany: Regierungsrat; francés: Conseil-exécutif) és el govern del cantó de Berna, a Suïssa. Actualment, la Presidenta del Consell Executiu pel mandat 2021-2022 és na Beatrice Simon, del Partit Burgués Democràtic-El Centre.
El Consell Executiu és un òrgan col·legiat format per set membres. Abans de l'any 1990, n'estava format per nou. Per regla general, el consell es reuneix tots els dimecres a l'ajuntament de Berna, la capital cantonal. El consell està dirigit per un president del govern, suplit per un vicepresident. Els membres del govern bernés no poden ser membres del Consell Nacional de Suïssa o del Consell dels Estats durant el seu mandat al govern cantonal. Cadascun dels membres del consell estàn al capdavant d'una "direcció" o àrea de govern (semblant als ministeris o departaments).
Els membres del Consell Executiu són elegits cada quatre anys per sistema electoral majoritàri en dues voltes alhora que el Gran Consell de Berna, l'òrgan legislatiu cantonal. El president i vicepresident del consell són elegits cada any pel Gran Consell, governant per un mandat entre l'1 de juny al 31 de maig de l'any següent. Degut al caràcter bilingüe (alemany i francés) de Berna, la constitució bernesa garanteix un lloc al Consell Executiu a un membre francòfon.

## Composició
| President (2021-2022)             | Beatrice Simon       | PBD    |        |
| Direccions                        | Director             | Partit | Partit |
| Interior i Justícia               | Evi Allemann         | PSD    |        |
| Economia, Energia i Medi Ambient  | Christoph Ammann     | PSD    |        |
| Instrucció Pública i Cultura      | Christine Häsler     | PV     |        |
| Seguretat                         | Philippe Müller      | PLR    |        |
| Obres Públiques i Transports      | Christoph Neuhaus    | PPS    |        |
| Salut, Afers Socials i Integració | Pierre Alain Schnegg | PPS    |        |
| Finances                          | Beatrice Simon       | PBD    |        |